# Ounuz
Ounuz (německy Aunus) je malá vesnice, část města Jistebnice v okrese Tábor v Jihočeském kraji. Nachází se asi šest kilometrů severně od Jistebnice. Ounuz leží v katastrálním území Cunkov o výměře 3,45 km² v nadmořské výšce 710 metrů na jihovýchodním úbočí Javorové skály.

## Historie
První písemná zmínka o vesnici pochází z roku 1547.

## Obyvatelstvo
| Rok            | 1869 | 1880 | 1890 | 1900 | 1910 | 1921 | 1930 | 1950 | 1961 | 1970 | 1980 | 1991 | 2001 | 2011 | 2021 |
| -------------- | ---- | ---- | ---- | ---- | ---- | ---- | ---- | ---- | ---- | ---- | ---- | ---- | ---- | ---- | ---- |
| Počet obyvatel | 93   | 100  | 76   | 82   | 67   | 78   | 72   | 36   | 34   | 23   | 16   | 6    | 2    | 7    | 9    |
| Počet domů     | 12   | 13   | 13   | 14   | 14   | 13   | 13   | 12   | 12   | 7    | 7    | 14   | 14   | 13   | 9    |

## Obecní správa
Při sčítání lidu v letech 1850–1959 Ounuz byl osadou obce Jetřichovice v okrese Sedlčany. Od roku 1960 je částí města Jistebnice v okrese Tábor.

## Pamětihodnosti
Ve vesnici je od roku 1995 vyhlášena vesnická památková zóna s roubenými a dřevěnými stavbami s doškovými střechami a s kamennou zvoničkou. Památkově chráněné jsou objekty:
- Špýchar usedlosti čp. 3
- Usedlost čp. 4 a 5
- Zemědělský dvůr čp. 8
- Zvonička

Natáčely se zde pohádky Pyšná princezna a Honza málem králem. Ve vesnici se nachází zdobná kamenná zvonice v ohrádce zasvěcená Panně Marii. Nedaleko vesnice, u horní stanice skiareálu Monínec, se nachází budova staré České poštovny, která sem byla přemístěna ze Sněžky.

## Galerie

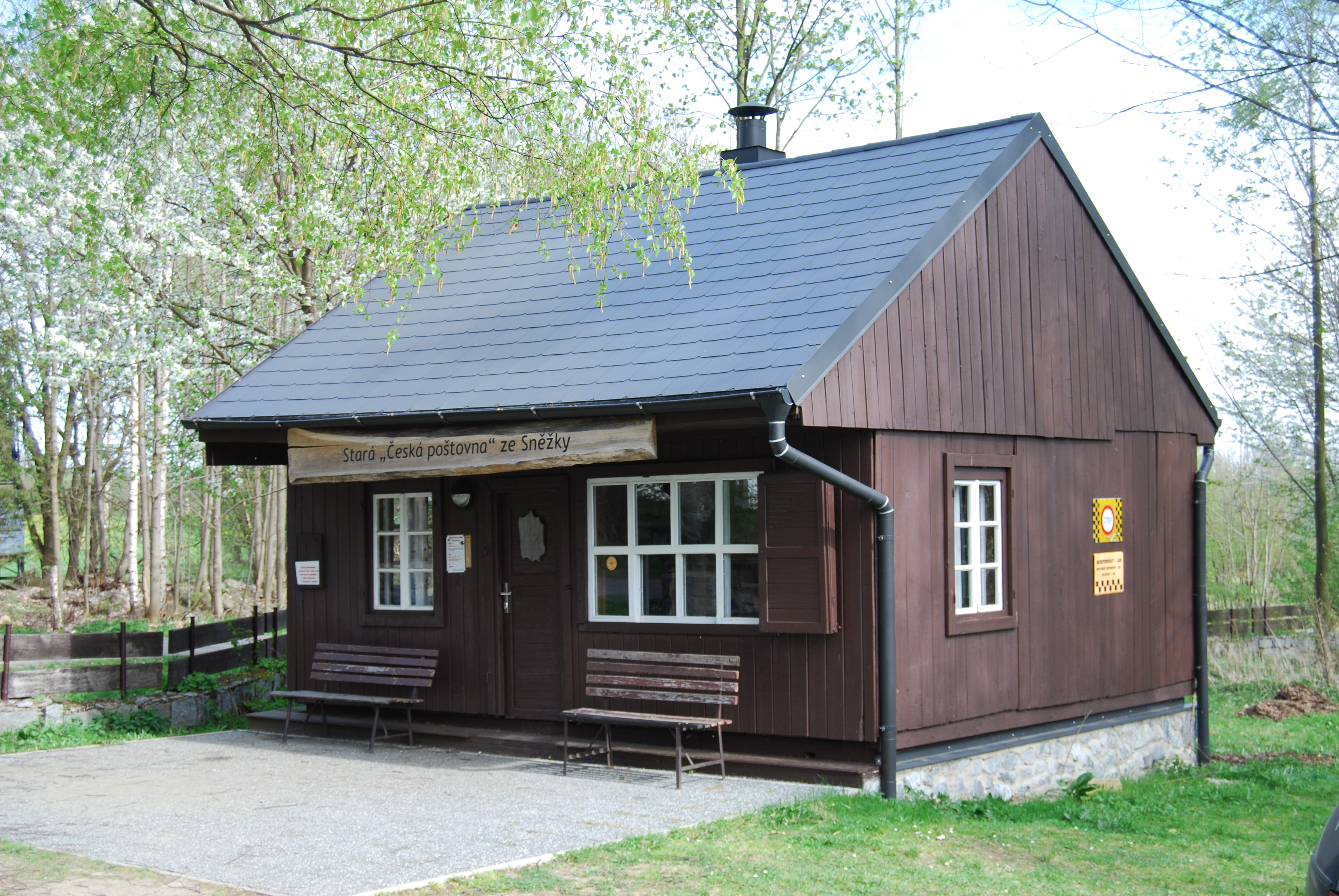
Stará poštovna
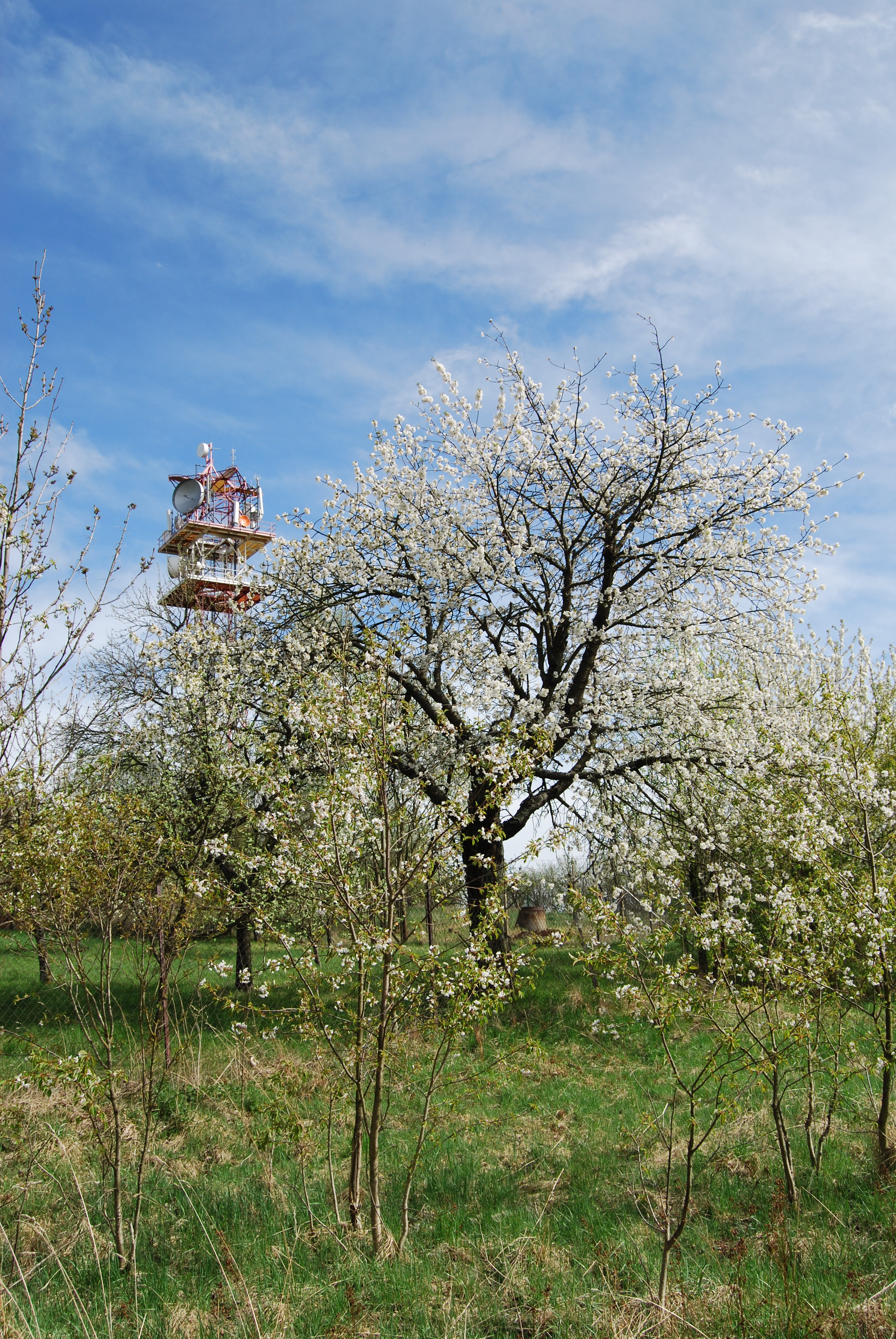
Pohled na okolí